# Politmagazin
Ein Politmagazin ist ein zumeist regelmäßig in Form der Fernsehserie ausgestrahltes Radio- oder Fernsehmagazin mit investigativem und kritischem Journalismus aus Politik und Alltag.

## Geschichte
Das erste deutsche politische Fernsehmagazin hieß „ANNO - Filmberichte zu Nachrichten von gestern und morgen“, das vom Bayerischen Rundfunk seit 25. Oktober 1960 ausgestrahlt wurde. Es behandelte sowohl innenpolitische als auch außenpolitische Themen und wurde von Helmut Hammerschmidt entwickelt. In seiner ersten Sendung berichtete das Magazin unter anderem von der Verhaftung Adolf Eichmanns am 10. Mai 1960 in Argentinien. Aus ANNO ging am 5. August 1962 Report München hervor. Panorama startete am 4. Juni 1961 zunächst auf regionaler Basis. Am 5. April 1963 ruft Hammerschmidt den Bericht aus Bonn ins Leben, zunächst freitags zur Hauptsendezeit ausgestrahlt. Ab Januar 1964 wird das Magazin erst nach der Spätausgabe der Tagesschau gesendet.
Es folgte am 21. Mai 1965 Monitor, danach das sich vorwiegend auf den Ost-West-Konflikt konzentrierende Kontraste. Fakt schließlich begann am 15. Juli 1992 und ist damit das jüngste der sechs ARD-Politmagazine. Das ZDF sendet Frontal mit seinem gleichnamigen Vorläufer Frontal seit dem 3. April 2001. In der ARD Mediathek werden die Beiträge der Magazine zusammengestellt.
Als Vorbild von Panorama gilt das gleichnamige politische Magazin der BBC, das seit dem 11. November 1953 ausgestrahlt wird. Es bezeichnete sich selbst als „die weltweit am längsten laufende investigative TV-Show.“ Das berühmteste ist sicherlich das US-amerikanische 60 Minutes, das am 24. September 1968 begann.
Der investigative Journalismus ist jedoch keine Erfindung des Rundfunks; vielmehr hat er in den Printmedien begonnen. Henry Damarest Lloyd brachte ab März 1881 eine Serie von vier investigativen Artikeln (im Amerikanischen „muckraking“ genannt) über Korruption in Politik und Wirtschaft heraus und gilt damit als einer der ersten Journalisten dieses Genres. Die Serie hieß The Story of a Great Monopoly und erschien erstmals im Atlantic Monthly.

## Inhalt und Zweck
Politmagazine waren Ausdruck einer Demokratisierung und Modernisierung auch des Fernsehens und vertraten einen freien und kritischen Journalismus. Sie berichten meist über tagesaktuelle Ereignisse aus Politik und Wirtschaft und versuchen, der Öffentlichkeit verborgen gebliebene Nachrichten aufzudecken. Dabei sind sie meist auf eigene Recherchen angewiesen, weil die Informationen der Nachrichtenagenturen für investigativen Journalismus nicht ausreichen.
Besonders Politmagazine haben in der Vergangenheit zur Gegendarstellung provoziert. Ihre Berichterstattung über Skandale hat manchmal zu großer Resonanz in der Öffentlichkeit geführt, wobei die Sendung von presserechtlichen Gegendarstellungen erforderlich wurde. Kein anderes Programmformat hat so viele Gegendarstellungen ausgelöst wie die Politmagazine. Im Jahre 1967 empfahl die ARD ihren angeschlossenen Anstalten, möglichst auf „förmliche“ Gegendarstellungen zu verzichten und die Betroffenen durch Interviews oder Diskussionsteilnahmen zu Wort kommen zu lassen.
Insbesondere die öffentlich-rechtlichen Rundfunkanstalten waren aus traditioneller Hinsicht die Plattform für Politmagazine, während sich die privaten Sender eher auf Unterhaltung spezialisiert hatten. Stern TV reportage (VOX) wirbt mit „spannend, bewegend, investigativ“ und ist neben Stern TV (RTL) oder Süddeutsche Zeitung TV (VOX) eines der wenigen Politmagazine im privaten Fernsehen. Hintergrund (Deutschlandfunk) ist eines der wenigen Politmagazine im Radio und besteht seit September 1987, bis September 2007 in Hintergrund Politik und Hintergrund Wirtschaft geteilt.

## Rezeption
Im Jahre 2003 konnten die Poltimagazine von ARD und ZDF mit 3,45 Millionen Zuschauern und einem Marktanteil von 11,9 % den größten Erfolg für sich verbuchen. Seitdem leiden sie unter Zuschauerschwund, denn 2011 war bei 2,7 Millionen Zuschauern ihr Marktanteil auf 9,5 % gesunken. Langjähriger Spitzenreiter Report Mainz büßte seine Führungsposition 2011 an Panorama ein, dem ein Marktanteil von 10,8 % für die Führung genügte. Verlierer war dabei auch Frontal21, dessen Marktanteil auf 8,3 % sank. Deshalb hatte sich die ARD im September 2011 entschlossen, die montags ausgestrahlten Magazine auf den Dienstag zu verlegen, damit sie hier im Rahmen des audience flow von der Beliebtheit der Soap-Opera In aller Freundschaft partizipieren könnten. Audience Flow ist ein Phänomen, wonach Zuschauer eines Programms nach dessen Ende zunächst nicht ab- oder umschalten, sondern sich die nachfolgende Sendung auf demselben Kanal anschauen.
Bereits ANNO wurde zur Hauptsendezeit ausgestrahlt. Auch die meisten anderen Politmagazine bekamen diesen Sendeplatz zugewiesen. Mitte der 1970er Jahre wurden bei ARD und ZDF die Politmagazine jedoch von der Hauptsendezeit in den späteren Abend verschoben, um diese begehrten Sendeplätze für Unterhaltungsangebote freizumachen. Die Hauptsendezeit nach 20:15 Uhr war ab 1978 der Unterhaltung vorbehalten, politische Magazine mussten auf 21.00 Uhr weichen, und später sogar auf 21:45 Uhr. Die ARD müsse „um 20:15 Uhr ein Angebot für Mehrheiten machen“, erkannte der ARD-Unterhaltungskoordinator.
Der deutliche Zuschauerschwund traf insbesondere die traditionsreichen Magazine Panorama und Monitor. Während Panorama 2012 auf Rang 4 in der Zuschauergunst der Poltimagazine abrutschte (2,78 Millionen Zuschauer), traf es Monitor noch härter. Es ist mit 2,67 Millionen Zuschauern nur noch auf dem letzten Rang platziert. Marktführer ist nun Report München (3,74 Millionen; Marktanteil 13 %), gefolgt von Report Mainz (3,59 Millionen), Fakt (3,53 Millionen) und Kontraste (2,71 Millionen). Schlechter schnitten nur noch Frontal21 (2,57 Millionen; 8,2 %) und Spiegel TV (RTL) (1,69 Millionen; 7,2 %) ab.
Reichweite und Marktanteil der deutschen tv-Politmagazine haben sich 2014 im Vergleich zum Vorjahr verschoben: Zwar waren die meistgesehenen Politmagazine wie in den Jahren zuvor die am Dienstag im Ersten ausgestrahlten Sendungen Report München, Report Mainz und Fakt. Report Mainz musste seine Führungsposition vom Vorjahr jedoch an Report München abgeben%. Zwar büßte die Sendung gegenüber dem Vorjahr 30 000 Zuschauer ein, erlangte mit durchschnittlich 3,4 Millionen Zuschauern dennoch die Spitzenposition unter den Politmagazinen im deutschen Fernsehen. Am Sendeplatz der ARD-Politmagazine am Donnerstag stand 2014 Kontraste mit durchschnittlich 2,87 Millionen Zuschauern an erster Stelle unter gelangte damit vom sechsten Rang unter den Politmagazinen auf den vierten. Das ZDF-Politmagazin Frontal 21 liegt an letzter Stelle der Politmagazine in ARD und ZDF. Mit 1,57 Millionen Zuschauern ist nach wie vor SpiegelTV in der Zuschauerakzeptanz das Schlusslicht unter den Politmagazinen im deutschen Fernsehen. Allerdings sind die Zuseher von Frontal 21 wesentlich jünger als die Zuschauer der Politformate der öffentlich-rechtlichen. Bei den 14- bis 49-Jährigen hatte Frontal 21 einen Marktanteil von 10,7 Prozent, bei den 14- bis 59-Jährigen lag er bei 9,5 Prozent.
Im Jahre 2006 gab es in der ARD eine längere Diskussion um die Zukunft der ARD-Politmagazine. Das Ergebnis war, dass die Magazine auf ihren alten Sendeplätzen verblieben, aber von 45 auf 30 Minuten gekürzt wurden. Dies geschah trotz der Kritik der Magazinmacher und trotz Protesten von Journalistenorganisatonen. Als Begründung wurde die Vorverlegung der Tagesthemen auf 22.15 Uhr angegeben.

## Durchschnittliche Einschaltquoten 2014
| Politmagazin   | TV-Sender | Sendetag   | Reichweite | Marktanteil |
| -------------- | --------- | ---------- | ---------- | ----------- |
| Report München | ARD       | Dienstag   | 3,45 Mio.  | 12,4 %      |
| Report Mainz   | ARD       | Dienstag   | 3,37 Mio.  | 12,4 %      |
| FAKT           | ARD       | Dienstag   | 3,15 Mio.  | 11,6 %      |
| Kontraste      | ARD       | Donnerstag | 2,87 Mio.  | 10,7 %      |
| Monitor        | ARD       | Donnerstag | 2,67 Mio.  | 10,1 %      |
| Panorama       | ARD       | Donnerstag | 2,66 Mio.  | 9,9 %       |
| Frontal21      | ZDF       | Dienstag   | 2,53 Mio.  | 8,2 %       |
| Spiegel TV     | RTL       | Sonntag    | 1,57 Mio.  | 7,4 %       |

## Liste der Politmagazine
| - ARD-Brennpunkt - ARD Extra - Bericht aus Berlin (WDR) - Bericht aus Bonn (1963–1999) (WDR) - Europamagazin (WDR und SWR) - FAKT (MDR) - Kontraste (RBB) - Kulturweltspiegel (1983–2006) - Monitor (WDR) - Panorama (NDR) - Plusminus (BR, HR, MDR, NDR, SR, SWR und WDR im Wechsel) - Polylux (2001–2008) - Report Mainz (SWR) - Report München (BR) - Weltspiegel (NDR / WDR / SWR / BR im Wechsel) | - Auslandsjournal - Berlin direkt - Bonn direkt (1987–1999) - drüben (1966–1971) - Frontal (1993–2000) - Frontal (seit 2001) - Kennzeichen D (1971–2001) - Länderspiegel - ML Mona Lisa (1988–2011) - Studio 1 (1988–1993) - ZDF-Magazin (1969–1988) |

| - quer - Kontrovers – Das Politikmagazin - defacto - Panorama 3 - Weltbilder - Zapp - Klartext (2004–2016) - Polylux (1997–2001) - Zur Sache Baden-Württemberg! - zur Sache Rheinland-Pfalz! - Westpol - Cosmo TV (2003–2015) - ZAK (1988–1996) | - Spiegel TV Magazin - stern TV - Team Wallraff – Reporter undercover - Stern investigativ - Talk im Turm (1990–1999) - Am Schauplatz - Menschen & Mächte - Report (wöchentlich und einstündig) - Rundschau - Der schwarze Kanal (1960–1989) - Streik.TV (2008–2011) - Democracy Now |